# 半皺唇鯊屬
半皺唇鯊屬（学名：Hemitriakis）是皱唇鲨科的一屬。

## 物种
所包括的物种如下：
- 隱半皺唇鯊 Hemitriakis abdita
- 杂纹灰鲛 Hemitriakis complicofasciata
- 鐮鰭半皺唇鯊 Hemitriakis falcata
- Hemitriakis indroyonoi
- 日本半皺唇鯊 Hemitriakis japanica：又名日本灰鲛。
- 白鰭半皺唇鯊 Hemitriakis leucoperiptera